# 近江知永の「す」!
近江知永の「す」!（おうみともえのす）はラジオ関西（アニたまどっとコム内）で2009年3月26日まで放送されていたラジオ番組（アニラジ）である。
また同内容の、定点カメラによる動画付きのWebラジオバージョンをニコニコ動画内ニコニコアニメチャンネルで配信中。

## 来歴
- 2006年10月から放送中の番組。提供はドワンゴ。
- 2007年3月から超!放送局にて第1回分よりのバックナンバー1回分と最新放送分をWeb配信開始。→2008年3月終了。
- 2008年4月からニコニコ動画内ニコニコアニメチャンネルにて最新放送分を動画付きWeb配信開始。
- 2009年3月26日放送分をもってラジオ関西の放送は終了。
- 2009年4月からニコニコアニメチャンネルのみの配信へリニューアル。

## 概要
近江知永にとって初の冠番組である。9月までは同じ枠で近江のデビューのきっかけとなった「奥井雅美 O-Live」が放送されており、その最終回に近江が出演、後番組であるこの番組の初回に奥井雅美が出演したことから、「奥井雅美 O-Live」後継番組であると言える。（ただし、地上波での放送はラジオ関西のみ）
番組名にあるように「す」がキーワードとなっている。冒頭の挨拶は「オッス!」、コーナーのタイトルは全て「す」で始まり、最後の挨拶は「すようなら～」である。また、番組のジングルには近江が弾いたエレキギターの音を使用している。
番組のイメージキャラクターとして、「ともえんじぇる」という近江の分身キャラが時おり登場する。外見は幼い子供のような姿だが、毒舌でオヤジくさい独特のキャラクターを持っている。この「ともえんじぇる」の絵柄のステッカーが、番組ノベルティとしておたよりを読まれたリスナーに送られる。ただし、全員に送られる訳では無いらしく、その選定については「秘密」とされている。

## 主題歌
番組スタート時
- オープニング曲「私とあなたの60秒間」
- エンディング曲「Float ～空の彼方で～」

現在
- オープニング曲「Happy Days」
- エンディング曲「火の花」

## 出演者
パーソナリティ
- 近江知永

### 過去のゲスト
- 奥井雅美（第1回、2006年10月5日）
- 阿部玲子（第10回、2006年12月7日）
- サイキックラバー（第23回、2007年3月8日）
- Cy-Rim rev.（第37回、2007年6月14日）
- 桃井はるこ（第38回、2007年6月21日）
- 奥井雅美（第53回、2007年10月4日）
- 牧野由依（第56回、2007年10月25日　※コメントのみ）
- 中世明日香（第60回、2007年11月22日）

括弧内はラジオ関西での放送日

## 放送時間
- ラジオ関西　毎週木曜日24時 - 24時30分（2009年3月26日で放送終了。）
- 超!放送局（Webラジオ）　毎週金曜更新 [※2008年3月で終了。ニコニコ動画での配信に切り替え]
- ニコニコ動画内[ニコニコアニメチャンネル]（動画付きWebラジオ） 毎週金曜日夜更新

## 主なコーナー
- すきまお便り

オープニングの少しの時間で答える、一問一答の質問コーナー。
- 全て受けとめます

いわゆる「ふつおた」コーナー。
- ステージ

近江おすすめの1曲の弾き語りを行う。
- スキルアップ

色々なことにチャレンジするコーナー。「スリーアニーゴース」と呼ばれる3人の番組スタッフがそれぞれOKもしくはNGの札をあげ、OKの数によりポイントがプラスもしくはマイナスとなる。結果のポイントがマイナスだと罰ゲームとなり、第9回放送分ではリスナーに15秒間だけ電話をして「すみませんでした！」と謝る罰ゲームが行われた。
- すのおしゃべり

近江が自分でテーマを決めてフリートークをするコーナー。

## 特別コーナー
- スキルアップスペシャル

ゲストとスキルアップコーナーで対決し、ポイントが低かった方が、事務所の偉い人に電話をして「すみませんでした！」と謝る罰ゲームを行う。（第10回放送分）
- 近江知永的すごいニュース10

年末恒例イベント(?)。仕事・プライベート問わず、2006年にあった近江的重大ニュースをランキング形式で発表するコーナー。（第11回放送分）
- おまけコーナー

ニコニコ動画バージョンのみで配信される、本編終了後のおまけコーナー。不定期。内容は固定されておらず、近江の思いつきで5分～10分程度の企画が展開される。内容は本編で読み切れなかったお便りを紹介する「するメール」、ニコニコ動画にUPされている本番組を見ながらのコメント、『モンスターハンターポータブル 2nd G』の実況プレイなど。

## スペシャル版
- バンジースペシャル

番組タイトルコールをバンジージャンプしながら叫ぶ企画。読売らんど内のバンジージャンプ施設で行われた。
- 浅草スペシャル

外ロケをやりたいという近江の希望により、番組タイトルコール、コーナージングルを東京浅草の雷門および浅草花やしきでロケ収録した。ニコニコ動画版では映像が付き、おまけコーナーでは浅草散策の模様が紹介された。
- 100回スペシャル

放送100回を記念して行われた。放送時間内に100通のおたよりを読むという企画で、CMもカットし、放送時間いっぱいまで読み続け、結果122通のおたより紹介を達成した。
この他スペシャル企画として、番組内でリスナーに呼びかけた上でmixiの番組コミュニティに近江本人が参加し、ファンと交流を深めるという企画が行われた。